# Carnaval Uruguayo 2017
El certamen de Carnaval uruguayo que comenzó en 1905 y es realizado cada año, donde participan varios conjuntos de 5 categorías distintas: Parodistas, Humoristas, Revistas, Murgas y Comparsa de Negros y Lubolos.
El concurso se lleva a cabo en el Teatro de Verano Ramón Collazo y en escenarios (Tablados) ubicados en distintos barrios de Montevideo, algunos de los Tablados son el del Velódromo Municipal de Montevideo, Rural del Prado, Monumental de la Costa, Manga, Las Acacias, Paso de las Duranas, Salus Football Club, Club Malvin, Cesar Gallo Duran, Asociación Civil Monte de la Francesa, Museo del Carnaval (Montevideo) entre otros, además se encuentran tablados en el interior como el de la Intendencia Departamental de Maldonado ubicado en el predio del Campus de Maldonado, el de la Intendencia Departamental de Florida y escenarios móviles, que es un ómnibus que día a día se encuentran recorriendo todos los barrios como por ejemplo el Cerro, la Aguada, Carrasco y muchos más.

## Equipos participantes

### Murgas
| Clasificados Liguilla 2016 | Clasificación Prueba Admisión |
| -------------------------- | ----------------------------- |
| Don Timoteo                | La Martingala                 |
| La Trasnochada             | La Lunática                   |
| Momolandia                 | La Gran Siete                 |
| La Gran Muñeca             | La Línea Maginot              |
| Metele Que Son Pasteles    | La Mojigata                   |
| Cayó la Cabra              | La Buchaca                    |
| Los Patos Cabreros         | Araca la Cana                 |
| Los Diablos Verdes         | La Margarita                  |
| La Clave                   | La Venganza de los Utileros   |
|                            | Curtidores de Hongos          |

### Lubolos
| Clasificados Liguilla 2016 | Clasificación Prueba Admisión |
| -------------------------- | ----------------------------- |
| C 1080                     | Integración                   |
| Tronar de Tambores         | Senegal                       |
| Sarabanda                  | La Carpintera Roh             |
| YamboKenia                 |                               |

### Parodistas
| Clasificados Liguilla 2016        | Clasificación Prueba Admisión |
| --------------------------------- | ----------------------------- |
| Zíngaros                          | Aristophanes                  |
| Momosapiens                       | Los Antiguos                  |
| Nazarenos                         |                               |
| Los Muchachos (NO SE PRESENTARON) |                               |

### Humoristas
| Clasificados Liguilla 2016 | Clasificación Pueba Admisión |
| -------------------------- | ---------------------------- |
| Cyranos                    | Fantoches                    |
| Los Chobys                 | No Te Comas Los Morrones     |
| Sociedad Anónima           |                              |

### Revistas
| Clasificados Liguilla 2016 | Clasificación Prueba Admisión |
| -------------------------- | ----------------------------- |
| Tabú                       | Madame Gótica                 |
| La Compañía                |                               |
| House                      |                               |

## Resultado Carnaval 2017
En negrita los conjuntos clasificados para el Concurso Oficial del Carnaval 2018.

### Murga
| #  | Conjunto                    | 1.ª Rueda | 2.ª Rueda | 1.ª + 2.ª | Liguilla | Total |
| -- | --------------------------- | --------- | --------- | --------- | -------- | ----- |
| 1  | Don Timoteo                 | 351       | 378       | 729       | 750      | 1479  |
| 2  | La Clave                    | 348       | 374       | 722       | 749      | 1471  |
| 3  | La Gran Muñeca              | 339       | 371       | 710       | 728      | 1438  |
| 4  | Patos Cabreros              | 336       | 362       | 698       | 707      | 1405  |
| 5  | La Trasnochada              | 329       | 349       | 678       | 690      | 1368  |
| 6  | Diablos Verdes              | 328       | 339       | 667       | 675      | 1342  |
| 7  | Cayó la Cabra               | 314       | 337       | 651       | 679      | 1339  |
| 8  | La Mojigata                 | 305       | 326       | 631       | 672      | 1303  |
| 9  | Momolandia                  | 309       | 325       | 634       | 664      | 1298  |
| 10 | Curtidores de Hongos        | 315       | 327       | 642       | 636      | 1278  |
| 11 | La Margarita                | 309       | 320       | 629       |          |       |
| 12 | La Lunática                 | 311       | 309       | 620       |          |       |
| 13 | Araca La Cana               | 302       | 310       | 612       |          |       |
| 14 | La Venganza de Los Utileros | 306       | 305       | 611       |          |       |
| 14 | La Gran Siete               | 302       | 309       | 611       |          |       |
| 16 | Metele Que Son Pasteles     | 315       | 286       | 601       |          |       |
| 17 | La Línea Maginot            | 301       | 298       | 599       |          |       |
| 18 | La Martingala               | 292       | 288       | 580       |          |       |
| 19 | La Buchaca                  | 299       | 261       | 560       |          |       |

### Parodistas
| # | Conjunto     | 1.ª Rueda | 2.ª Rueda | 1.ª + 2.ª | Liguilla | Total |
| - | ------------ | --------- | --------- | --------- | -------- | ----- |
| 1 | Nazarenos    | 350       | 372       | 722       | 756      | 1478  |
| 2 | Momosapiens  | 346       | 358       | 704       | 721      | 1425  |
| 3 | Zingaros     | 333       | 361       | 694       | 725      | 1419  |
| 4 | Aristophanes | 316       | 352       | 668       | 715      | 1383  |
| 5 | Los Antiguos | 302       | 356       | 658       |          |       |

### Humoristas
| # | Conjunto                 | 1.ª Rueda | 2.ª Rueda | 1.ª + 2.ª | Liguilla | Total |
| - | ------------------------ | --------- | --------- | --------- | -------- | ----- |
| 1 | Cyranos                  | 331       | 373       | 704       | 654      | 1450  |
| 2 | Sociedad Anónima         | 327       | 348       | 675       | 620      | 1379  |
| 3 | Los Chobys               | 315       | 339       | 654       | 614      | 1351  |
| 4 | No Te Comas Los Morrones | 310       | 326       | 636       |          |       |
| 5 | Fantoches                | 308       | 275       | 583       |          |       |

### Lubolos
| # | Conjunto           | 1.ª Rueda | 2.ª Rueda | 1.ª + 2.ª | Liguilla | Total |
| - | ------------------ | --------- | --------- | --------- | -------- | ----- |
| 1 | Yambo Kenia        | 339       | 365       | 704       | 737      | 1441  |
| 2 | C1080              | 327       | 356       | 683       | 711      | 1394  |
| 3 | Sarabanda          | 322       | 359       | 681       | 713      | 1394  |
| 4 | Tronar de Tambores | 320       | 345       | 665       | 706      | 1371  |
| 5 | La Carpintera Roh  | 308       | 324       | 632       |          |       |
| 6 | Integración        | 290       | 287       | 577       |          |       |
| 7 | Senegal            | 290       | 240       | 530       |          |       |
| 8 | Nigeria            | 285       | 217       | 502       |          |       |

### Revistas
| # | Conjunto      | 1.ª Rueda | 2.ª Rueda | 1.ª + 2.ª | Liguilla | Total |
| - | ------------- | --------- | --------- | --------- | -------- | ----- |
| 1 | House         | 342       | 354       | 696       | 733      | 1429  |
| 2 | Tabú          | 331       | 362       | 693       | 727      | 1420  |
| 3 | La Compañía   | 316       | 343       | 659       | 697      | 1356  |
| 4 | Madame Gótica | 306       | 319       | 625       |          |       |

## Menciones especiales
| Menciones                                   | Ganador                                                                                       |
| ------------------------------------------- | --------------------------------------------------------------------------------------------- |
| Máxima Figura del Carnaval                  | Marcel Keoroglián (Don Timoteo)                                                               |
| Mejor Espectáculo de Carnaval               | Nazarenos                                                                                     |
| Revelación del Carnaval                     | Francisco Romero (Aristophanes)                                                               |
| Figura de Oro                               | Edú «Pitufo» Lombardo (Don Timoteo)                                                           |
| Mejor Interpretación vocal Masculino        | Fabián Villalba (Nazarenos)                                                                   |
| Mejor Interpretación vocal Femenina         | Claudia Puerto (Sarabanda)                                                                    |
| Batería de Murga                            | Patos Cabreros                                                                                |
| Mejor Cuerda de Tambores                    | Sarabanda                                                                                     |
| Mejor Conjunto Musical                      | Aristophanes                                                                                  |
| Mejor Solista de Murga                      | Matías Bravo (Don Timoteo)                                                                    |
| Mejor coro de Murga                         | Don Timoteo                                                                                   |
| Mejor Arreglador coral                      | Agustín Amuedo (Tabú)                                                                         |
| Mejor Coro                                  | Don Timoteo                                                                                   |
| Mejor Letrista Murgas                       | Martín Sosa; Christian Ibarzabal; Gerardo Dorado (La Clave)                                   |
| Mejor Letrista Parodistas                   | Maximiliano Xicart (Nazarenos)                                                                |
| Mejor Letrista Lubolos                      | Leonardo Preziosi (Yambo Kenia)                                                               |
| Mejor Letrista Humoristas                   | Jimena Marquez; Jimena Vázquez; Maximiliano Xicart (Cyranos)                                  |
| Mejor Letrista Revistas                     | Marcelo Vilariño; Lucía Rodríguez; Germán Medina (House)                                      |
| Mejor Puesta de Escena Murgas               | Martín Sosa (La Clave)                                                                        |
| Mejor Puesta de Escena Parodistas           | Aldo Martínez (Nazarenos)                                                                     |
| Mejor Puesta de Escena Lubolos              | Leonardo Preziosi (Yambo Kenia)                                                               |
| Mejor Puesta de Escena Humoristas           | Fernando Toja (Cyranos)                                                                       |
| Mejor Puesta de Escena Revistas             | Nicolás Telles (House)                                                                        |
| Mejor Escenografía                          | Cyranos (Jorge Hirigoyen)                                                                     |
| Mejor Iluminación                           | Martín Blanchet (Don Timoteo)                                                                 |
| Mejor Cuadro Lubolos                        | Alerta Naranja (Sarabanda)                                                                    |
| Mejor Cuadro Revistas                       | Presentación (House)                                                                          |
| Mejor Bailarina                             | Stefany Lacuesta (Tabú)                                                                       |
| Mejor Bailarín                              | Julio del Río (Tabú)                                                                          |
| Mejor Dúo en Danza                          | Carla Latorre y Julio del Río (Tabú)                                                          |
| Mejor Vedette                               | Micaela Pintos (Sarabanda)                                                                    |
| Mejor Cuerpo de Baile Lubolos               | Sarabanda                                                                                     |
| Mejor Cuerpo de Baile Revista               | Tabú                                                                                          |
| Mejor Coreografía Revistas                  | Tabú - Despedida (Julio del Río)                                                              |
| Mejor Coreografía Lubolos                   | Sarabanda - Carla Latorre                                                                     |
| Mejor Coreografía Parodistas                | Nazarenos - Tango con Cajones (Andrés Pastorín)                                               |
| Mejor mama vieja                            | Jacqueline Larraura (Yambo Kenia)                                                             |
| Mejor Escobero                              | Sebastián Artagaveitya (Tronar de Tambores)                                                   |
| Mejor Gramillero                            | José Luis Schipani (C1080)                                                                    |
| Mejor Vestuarios de Murgas                  | Don Timoteo (Paula Villalba)                                                                  |
| Mejor Vestuarios de Parodistas              | Zíngaros (Ariel Sosa; Luicita Altesor; Alberto González)                                      |
| Mejor Vestuarios de Lubolos                 | Yambo Kenia (Daniel Rodríguez; Celia Guadalupe; Carlos Larraura)                              |
| Mejor Vestuarios de Humoristas              | Cyranos ( Fernando Olita)                                                                     |
| Mejor Vestuarios de Revistas                | Tabú (Fernando Olita)                                                                         |
| Mejor Maquillaje de Murgas                  | La Mojigata (Raquel Sánchez)                                                                  |
| Mejor Maquillaje de Lubolos                 | Sarabanda (Paloma González)                                                                   |
| Mejor Maquillaje de Revistas                | Tabú (Betania López; Claudia Piedeferri; Camila Priore; Luciana Pasotti)                      |
| Mejor Vestuario de Carnaval                 | Tabú (Fernando Olita)                                                                         |
| Mejor Cuadro de Humoristas                  | Arabia (Cyranos)                                                                              |
| Mejor Parodia                               | El Pistola Marsicano (Nazarenos)                                                              |
| Mejor Saludo de Murgas                      | La Gran Muñeca                                                                                |
| Mejor Retirada de Murgas                    | Don Timoteo                                                                                   |
| Mejor Cuplé                                 | Homenaje a San Carlos (La Clave)                                                              |
| Mejor Director Escénico                     | Álvaro «Pato» González (La Clave)                                                             |
| Mejor Letrista de Carnaval                  | Martín Sosa; Christián Ibarzabal; Gerardo Dorado (La Clave) // Maximiliano Xicart (Nazarenos) |
| Mejor Interpretación en Actuación Femenina  | Jimena Vázquez (Cyranos)                                                                      |
| Mejor Interpretación en Actuación Masculina | Claudio Melcón (Nazarenos)                                                                    |
| Figura de Murgas                            | «Pinocho» Routin (Don Timoteo)                                                                |
| Figura de Parodistas                        | Claudio Melcón (Nazarenos)                                                                    |
| Figura de Lubolos                           | Mathías Silva (C1080)                                                                         |
| Figura de Humoristas                        | Jimena Márquez (Cyranos)                                                                      |
| Figura de Revista                           | Germán Medina (House)                                                                         |
| Espectáculo promotor de Igualdad de Género  | Cyranos                                                                                       |

| Predecesor: Carnaval Uruguayo 2016 | Carnaval Uruguayo 2017 | Sucesor: Carnaval Uruguayo 2018 |

- Datos: Q25407485